# Болнички центар број 1-Ниш
Болнички центар број 1-Ниш био је привремена санитетска установа Народноослободилачке војске и ПО Југославије настала преименовањем Болнице 13. корпуса НОВ и ПО Југославије 5. фебруара 1945. године Са променом назива ишле су и нове, све веће обавезе на збрињавању болесника и рањеника. Током 1945, болница је проширила свој обим посла примањем рањених и болесних бораца са фронтова Војводине и Босне, у оквиру завршних операција НОВ и ПО Југославије.

## Предуслови
У октобру и новембру 1944. године у Србији је започето, а у фебруару и марту 1945. године окончано организовање четири јака болничка центра (Ниш, Крагујевац, Пожаревац и Јагодина) и мреже војних болница скоро у свим варошицама у тада ослобођеним деловима Србије, са укупно 14.000 до 16.000 кревета, и са јасно прецизираном наменом и специјализацијом појединих болница или одељења.
У склопу ове организације у Нишу је прво основан, октобра 1944. године Болница 13. корпуса НОВ и ПОЈ, која је потом 5. фебруара реорганизована у Болнички центар број 1.

## Размештај
Болнички центар број 1 је у Нишу једним делом био смештена у и хируршком павиљону (са 150 постеља), и другим објектима Опште болнице у Нишу, другим делом у Војној болници чији су павиљони били јако оштећени. Велики прилив рањеника тражио је брзу реорганизацију, тако да је формирано шест хируршких одељења:
- Прво и друго, у кругу војне болнице,
- Треће, у градској болници,
- Четврто, у бившој згради Моравске Бановине и некадашњем штабу армије,
- Пето, у згради команде војска
- Шесто, у хотелу „Парк”.

Шефови ових хируршких одељења били су др Милорад Глишић, др Јаков Калдеран, др Сарл Јосифов, Др Јаков Киљман, др Тома Лангиновић, др Димитрије Луганић.

## Рад болнице
У уводним борбама и у пробоју Сремског фронта од 3. до 13. априла 1945. губици Прве армије НОВЈ износили су: 1.713 погинулих, 5.948 рањених. Добар део рањеника из тих борби упућен је на даље лечење у Ниш. То је условило убрзани раст смештајних капацитети болнице.
У опсежном раду хируршких одељења, осећао се недостатак образованих анестезиолога, па су анестезију водили за то едуковани медицински техничари.
Због недостатка обученог медицинског особље, Болнички центар је ојачан хируршким тимом из редова Црвене армије на челу са мајором Павелом Ивановичем Зањином. Мали тим је ефикасним и симултаним радом већ првог дана збринуо 180 рањеника.
Број постеља који је на дан оснивања Болничког центра износио 1.260, почетком марта 1945. године због све већих обавеза болнице у збрињавању рањеника нарастао је на 1.742 а у завршим операцијама за ослобођење Југославије болница је имала 1.933 постеља.
Поред редовне делатности у својој зони одговорности Болница је морала да:
- пружа кадровску и другу помоћ војним болницама на ширем простору јужне Србије,
- организује бројне курсеве и обуку кадрова,
- води бригу о извештавању и медицинској документацији итд.

У периоду од 21. октобра 1944. до 31. маја 1945. „Болнички центар број 1“ је збринуо до 31. маја 1945. 9.860 рањеника. Просечна смртност у Болници, у задња три месеца износила је до 2,7%.